# Harry Edward
Harry Edward (Reino Unido, 15 de abril de 1898-8 de julio de 1973) fue un atleta británico, especialista en las pruebas de 100 m y 200 m en las que llegó a ser medallista de bronce olímpico en 1920.

## Carrera deportiva
En los JJ. OO. de Amberes 1920 ganó la medalla de bronce en los 100 metros lisos, con un tiempo de 11.0 segundos, llegando a meta tras los estadounidenses Charles Paddock y Morris Kirksey; y también ganó el bronce en los 200 metros, empleando un tiempo de 22.1 segundos, tras los estadounidenses Allen Woodring (oro) y de nuevo Charles Paddock (plata).